# Aruncarea sticlei

Un băiat executând procedeul

Aruncarea sticlei (în engleză bottle flipping) a fost un trend care presupunea lansarea unei sticle de apă⁠(d) din plastic, de obicei conținând apă sau alt lichid, într-o anumită traiectorie, cu scopul de a obține aterizarea sticlei în poziție verticală. A devenit un trend internațional în vara anului 2016, numeroase persoane publicându-și online propriile încercări de a repeta procedeul. Popularitatea fenomenului a atras critici, mai ales că trendul ar distrage tinerii de la activități mai importante, astfel încât la mai multe școli din întreaga lume părinții și profesorii au cerut interzicerea practicării acestui truc.

## Istorie
Trucul a devenit cunoscut în 2016, când un adolescent numit Michael Senatore a publicat un video viral în care executa procedeul în cadrul unui concurs de talente⁠(d) la Școala „Ardrey Kell” din Charlotte, Carolina de Nord. Senatore încercase pentru prima oară acest truc cu un an mai devreme, în timpul orelor sale de chimie. De asemenea, în 2016, canalul YouTube de succes Dude Perfect, a produs, de asemenea, videoclipuri care implică trucuri, determinându-l să atingă un maxim în popularitate la sfârșitul anului 2016.
Filmulețul a devenit viral în toată lumea, dar, cu toate acestea, la fel ca multe tendințe, aruncarea sticlei a devenit mai puțin populară la sfârșitul anului 2017 și la începutul anului 2018. Deși mai puțini oameni au fost practicau aruncarea sticlei, oamenii care au rămas cu ea au început să creeze trucuri extrem de calificate. Recordul actual neoficial de la începutul anului 2019, este deținut de Tommy End, adolescent cu peste 1.000.000 de abonați YouTube. A obținut 47 de lovituri de cap consecutive și respectiv 2.700 de lovituri tradiționale.

## Descriere
Aruncarea sticlei presupune apucarea de capac a unei sticle de plastic aproape goală și executarea aruncării cu fundul sticlei îndepărtându-se de executant. Trucul reușește atunci când sticla cade în poziție verticală, uneori în poziție inversă (pe capac). Cantitatea de lichid din sticlă influențează puternic rata de succes; s-a demonstrat că sticlele cu 1/3 din volum lichid sunt cel mai ușor de manevrat. Forma sticlei joacă și ea un anumit rol, trucul fiind executat mai ușor atunci când sticla are formă de clepsidră.
Cel mai des sunt utilizate sticlele PET, datorită abundenței lor pe piață, dar pot fi utilizate și alte recipiente. Fizica din spatele acestui truc reprezintă un amalgam de dinamica fluidelor, balistică, moment cinetic, forță centripetă⁠(d) și gravitație. În 2018, un grup de studenți și profesori din Țările de Jos au alcătuit un model al aruncării sticlei analizând conservarea momentului cinetic și redistribuirea masei în interiorul sticlei. Conform modelului, cel mai bine sticla se întoarce și aterizează vertical atunci când este umplută în proporție de 20–40 %.
Au fost lansate mai multe aplicații mobile care asistă executarea trucului; una din ele – „Bottle Flip 2k16” – a fost descărcată de 3 milioane de ori în prima lună de la lansare.